# Nhóm Caravelle
Nhóm Tự do Tiến bộ, còn được biết với tên gọi Nhóm Caravelle vì nhóm họp báo ra tuyên cáo lần đầu tiên tại Khách sạn Caravelle Sài Gòn vào năm 1960, là một nhóm gồm 18 chính khách thuộc nhiều thuộc nhiều khuynh hướng chính trị khác nhau, chống Cộng và đối lập với chính phủ hiện thời. Trong số họ, có nhiều người đã từng cộng tác với chính quyền Ngô Đình Diệm, như ông Lê Trọng Luật, Nguyễn Tăng Nguyên, Trần Văn Đỗ, Hồ Văn Vui... Nhóm chỉ tồn tại trên chính trường Việt Nam Cộng hòa trong giai đoạn đầu 1960 đến hết 1963. Sau khi chính phủ Ngô Đình Diệm bị đảo chính quân sự lật đổ, nhóm này xem như chấm dứt hoạt động, tuy nhiên, nhiều thành viên cũ của nhóm vẫn có tác động đến chính trường Việt Nam Cộng hòa cho đến khi quốc gia này sụp đổ vào năm 1975.

## Hạt nhân ban đầu
Vào khoảng năm 1948, xuất hiện tập hợp một nhóm các nhân sĩ trí thức người Việt có tinh thần quốc gia, mà hạt nhân là Trần Văn Đỗ, Nguyễn Tăng Nguyên; sử dụng hình thức báo chí và thỉnh nguyện thư để tác động đến chính phủ Pháp, nhằm xây dựng một giải pháp một quốc gia Việt Nam độc lập và không Cộng sản. Nhóm có lập trường ủng hộ giải pháp Ngô Đình Diệm, một chính khách được chính phủ Mỹ ủng hộ và khả dĩ có khả năng độc lập tương đối với chính quyền Pháp. Do cơ quan phát ngôn chính của nhóm là 2 tờ báo Tinh Thần và báo Hoa Lư, nên nhóm còn được gọi là nhóm Tinh Thần. 
Sau khi Ngô Đình Diệm lên làm thủ tướng của Quốc gia Việt Nam, nhóm Tinh Thần càng tích cực ủng hộ Ngô Đình Diệm củng cố vị thế chính trị, dẹp trừ các thế lực quân phiệt chống đối. Nhóm này là một trong 18 thành viên đoàn thể của Ủy ban Cách mạng Quốc gia, ủng hộ việc tổ chức Cuộc trưng cầu dân ý miền Nam Việt Nam, 1955, phế truất Quốc trưởng Bảo Đại, đưa Thủ tướng Diệm lên làm Tổng thống đầu tiên, xác lập chính thể Việt Nam Cộng hòa.

## Trở thành đối lập
Tuy nhiên, khi chính sự đã ổn định, tổng thống Diệm đã dần trở mặt với các thỏa hiệp ban đầu với những người đã ủng hộ ông và giúp ông giữ được ngôi vị tổng thống. Để đảm bảo vị thế quyền lực của mình, Diệm chủ trương kìm hãm các phe phái chính trị đối lập cũng như ảnh hưởng từ phía nước ngoài như Mỹ, Pháp. Các tướng lĩnh như Dương Văn Minh, Trần Văn Đôn, Mai Hữu Xuân..., các chính khách như Trần Văn Hương, Nguyễn Ngọc Thơ, Phan Khắc Sửu..., kể cả nhiều đảng viên cao cấp của đảng Cần Lao như Trần Chánh Thành, Võ Văn Trưng..., lần lượt đều bị xa lánh và tước bỏ ảnh hưởng. Trong nền Đệ nhất Cộng hòa, ngoài tổng thống Diệm, quyền hành bị tập trung vào trong tay một số người thân trong gia đình ông như Ngô Đình Nhu, Trần Lệ Xuân, Ngô Đình Cẩn, Ngô Đình Thục; và một số ít người thân tín như Trần Kim Tuyến, Lê Quang Tung và đảng Cần lao.
Việc quyền hành nhà nước bị chi phối quá nhiều trong tay những người trong gia đình tổng thống Diệm, cộng với sự lộng quyền của một số đảng viên Cần lao và chính sách đàn áp của Chính phủ gây bất mãn trong quần chúng. Ngay chính trong những người đồng chí thuở ban đầu của Diệm cũng cảm thấy bị phản bội và chuyển dần sang thế đối lập với người mà họ đã ủng hộ. Họ liên tục công kích chính sách độc tài chính trị của tổng thống.
Mặt khác, khi những người Cộng sản miền Nam, với sự cho phép của Nghị quyết 15 của Trung ương Đảng Lao động Việt Nam, dần xây dựng cơ sở và chuyển hướng đấu tranh từ đơn thuần đấu tranh chính trị sang kết hợp với đấu tranh vũ trang từ cuối năm 1959, sự ổn định của chính phủ Diệm đã trở nên bị lung lay, nhất là khi nổ ra Phong trào Đồng khởi tại Bến Tre và Trận tập kích Tua Hai tại Tây Ninh cuối tháng 1 năm 1960. Trước hàng loạt thất bại về quân sự và chính trị của tổng thống Diệm, các nhóm đối lập ngày càng kích động quần chúng phản đối chính phủ Diệm. Họ buộc tội chính phủ Ngô Đình Diệm thực chất là một chính phủ độc tài và gia đình trị, bất lực trong việc ổn định xã hội và chống Cộng thiếu hiệu quả.

## Tuyên cáo Caravelle
Từ những ý kiến trao đổi với một số trí thức đối lập, ba trí thức đối lập là các ông Trần Văn Văn, Trần Văn Hương và Nguyễn Lưu Viên đã thảo một bản tuyên cáo kêu gọi chính quyền nên cải tổ. Sau đó, ông Trần Văn Văn đã đi thuyết phục 15 nhân sĩ khác, thuộc nhiều thuộc nhiều khuynh hướng chính trị, tôn giáo khác nhau, chống Cộng và đối lập với chính phủ, quê quán ở 3 miền, cùng ký tên vào bản tuyên cáo. Ông Trần Văn Văn đề xuất tên gọi nhóm 18 nhân sĩ là nhóm Tự Do Tiến Bộ, gọi tắt là Cấp Tiến, để có danh nghĩa chính thức đối lập hợp hiến với chính quyền.
Để đảm bảo an toàn khi ra tuyên cáo, nhóm đã cẩn thận mời đại diện các báo chí Việt Nam họp báo riêng tại một khách sạn ở Chợ Lớn. Các phóng viên nước ngoài và đại diện các tòa đại sứ được báo mời trước nhưng không cho biết trước địa điểm. Sáng ngày 26 tháng 4 năm 1960, hai ông Trần Văn Văn và Phan Khắc Sửu, mặc âu phục chỉnh tề, bất thần đến trước cổng dinh Độc Lập, nhờ quân phòng vệ dinh chuyển bản tuyên cáo đến tổng thống Diệm. Sau đó, các ông trở về khách sạn Caravelle và cùng các thành viên khác tổ chức họp báo tại đây.
Nội dung của bản tuyên cáo chỉ trích quyết liệt các sai lầm của chính quyền về chính trị, hành chính, xã hội và quân sự, gây ra tình trạng bất mãn trong dân chúng, suy thoái của chế độ và làm giảm tiềm lực đấu tranh chống cộng. Tuy nhiên, ngoài việc đòi hỏi thực thi dân chủ và chấm dứt gia đình trị, những đề nghị cải cách tương đối khiêm tốn.

## Thành viên
Dưới đây là danh sách 18 thành viên của nhóm Caravelle ký tên trong Tuyên cáo ngày 26 tháng 4 năm 1960 (xếp theo thứ tự ký tên).
| STT | Tên                | Năm sinh | Quê quán                     | Tôn giáo  | Đảng phái                      | Ghi chú (tại thời điểm ký tên)                                                        |
| --- | ------------------ | -------- | ---------------------------- | --------- | ------------------------------ | ------------------------------------------------------------------------------------- |
| 1   | Trần Văn Văn       | 1907     | Long Xuyên                   | Tam giáo  | Đảng Phục Hưng                 | Thạc sĩ Thương mại, cựu Bộ trưởng Kinh tế và Kế hoạch.                                |
| 2   | Phan Khắc Sửu      | 1905     | Cần Thơ                      | Cao Đài   | Mặt trận Đại đoàn kết Quốc dân | Kỹ sư Canh Nông, cựu Bộ trưởng Canh Nông.                                             |
| 3   | Trần Văn Hương     | 1902     | Vĩnh Long                    | Tam giáo  | Đảng Phục Hưng                 | Giáo sư Trung học, cựu Đô trưởng Sài Gòn-Chợ Lớn.                                     |
| 4   | Nguyễn Lưu Viên    | 1919     | Trà Vinh                     | Tam giáo  | Không đảng phái                | Bác sĩ Y khoa, cựu Cao ủy Di cư.                                                      |
| 5   | Huỳnh Kim Hữu      | chưa rõ  | (quê quán miền Nam, chưa rõ) | Tam giáo  | Nhóm Tinh thần                 | Bác sĩ Y khoa, cựu Bộ trưởng Y tế.                                                    |
| 6   | Phan Huy Quát      | 1908     | Hà Tĩnh                      | Tam giáo  | Đảng Đại Việt                  | Bác sĩ Y khoa, cựu Bộ trưởng Quốc phòng và Giáo dục.                                  |
| 7   | Trần Văn Lý        | 1901     | Quảng Trị                    | Công giáo | Liên đoàn Công giáo Việt Nam   | cựu Thủ hiến Trung phần.                                                              |
| 8   | Nguyễn Tiến Hỷ     | chưa rõ  | (quê quán miền Bắc, chưa rõ) | Tam giáo  | Việt Nam Quốc dân đảng         | Bác sĩ Y khoa.                                                                        |
| 9   | Trần Văn Đỗ        | 1903     | Biên Hòa                     | Tam giáo  | Nhóm Tinh thần                 | Bác sĩ Y khoa, cựu Bộ trưởng Ngoại giao.                                              |
| 10  | Lê Ngọc Chấn       | 1915     | Thanh Hóa                    | Tam giáo  | Việt Nam Quốc dân đảng         | Luật sư, cựu Bộ trưởng Quốc phòng.                                                    |
| 11  | Lê Quang Luật      | chưa rõ  | (quê quán miền Bắc, chưa rõ) | Công giáo | Phong trào Liên hiệp Dân chúng | Luật sư, cựu Bộ trưởng Thông tin.                                                     |
| 12  | Lương Trọng Tường  | 1904     | Biên Hòa                     | Hòa Hảo   | Đảng Dân Xã                    | Kỹ sư công chánh, cựu Thứ trưởng Kinh tế Quốc gia.                                    |
| 13  | Nguyễn Tăng Nguyên | 1914     | Hà Nội                       | Phật giáo | Nhóm Tinh thần                 | Bác sĩ Y khoa, cựu Bộ trưởng Lao động và Thanh Niên.                                  |
| 14  | Phạm Hữu Chương    | chưa rõ  | (quê quán miền Bắc, chưa rõ) | Tam giáo  | chưa rõ                        | Bác sĩ Y khoa, cựu Bộ trưởng Y tế và Công tác Xã hội.                                 |
| 15  | Trần Văn Tuyên     | 1913     | Tuyên Quang                  | Tam giáo  | Việt Nam Quốc dân đảng         | Luật sư, cựu Bộ trưởng Thông tin và Tuyên truyền.                                     |
| 16  | Tạ Chương Phùng    | chưa rõ  | Quảng Ngãi                   | Tam giáo  | Không đảng phái                | cựu Tỉnh trưởng Bình Định.                                                            |
| 17  | Trần Lê Chất       | 1874     | (quê quán miền Bắc, chưa rõ) | Tam giáo  | Không đảng phái                | Tiến sĩ Hán học.                                                                      |
| 18  | Hồ Văn Vui         | 1917     | Long An                      | Công giáo | Không đảng phái                | Linh mục, Chánh xứ họ đạo Tha La, Tây Ninh, nguyên Chánh xứ Chánh Tòa Đức Bà Sài Gòn. |

## Ảnh hưởng chính trị của tuyên cáo
Thực chất, nhóm Tự do Tiến bộ không hẳn là một tổ chức chính trị độc lập mà chỉ là tập hợp các nhân sĩ cùng đưa ra tuyên bố chính trị. Ngoài ảnh hưởng của tuyên cáo, các thành viên của nhóm đã có những ảnh hưởng chính trị riêng của cá nhân hoặc dưới danh nghĩa đảng phái.
Tuy vậy, ảnh hưởng của tuyên cáo làm chấn động chính trường Việt Nam Cộng hòa bấy giờ. Dù rất ôn hòa, nhưng đây là lần đầu tiên, một nhóm chính khách dám ra tuyên cáo chống quyền lực của tổng thống Diệm, bấy giờ đang đạt đỉnh cao.